# Chủ nghĩa nhân văn
Chủ nghĩa nhân văn hay chủ nghĩa nhân bản là một nhánh triết học luân lý lớn cũng như một thế giới quan chuyên chú vào lợi ích, giá trị và phẩm cách của con người, khuyến  giáo dục nhân văn, tôn trọng giá trị con người. Theo chủ nghĩa nhân văn, bao dung, bất bạo động và tự do lương tâm là những nguyên tắc quan trọng cho sự cộng sinh của nhân loại.
Thời hiện đại, các phong trào nhân văn chủ nghĩa hầu hết là phi tôn giáo, gắn với chủ nghĩa thế tục và một nhân sinh quan phi thần. Chủ nghĩa nhân văn đề cử việc đảm trách đi tìm chân lý và đạo đức bằng những phương tiện của con người để phục vụ lợi ích của con người. Trong khi chú trọng đến khả năng tự quyết định của loài người, chủ nghĩa nhân văn bác bỏ những biện hộ tiên nghiệm như sự hệ thuộc vào tín ngưỡng, vào cái siêu tự nhiên hoặc những văn bản được xem là thiên khải. Những người chủ trương nhân văn tán đồng việc nhận thức được một đạo đức phổ cập lập cơ sở trên tính công cộng của bản chất loài người.

## Phân loại

### Truyền thống hàn lâm

#### Chủ nghĩa nhân văn phục hưng
Thuật từ này đề cập đến các truyền thống cải cách giáo dục và văn hóa bởi các chức sắc dân sự và giáo hội, nhà sưu tập sách, nhà giáo dục, và các văn sĩ, bắt đầu từ Ý và lan sang các nước Tây Âu, trong các thế kỷ 14, 15 và 16, trong thời Phục hưng.

### Quan niệm phi thần

#### Chủ nghĩa nhân văn thế tục
Các dạng triệt để của chủ nghĩa nhân văn thuộc loại chủ nghĩa vô thần và chủ nghĩa bất khả tri (và thường phản bác sự tồn tại của cái siêu tự nhiên).
Hai học thuyết của chủ nghĩa nhân văn được thừa nhận rộng rãi được công báo trong Biểu minh nhân văn (tiếng Anh: Humanist Manifesto) và bản Tuyên bố chủ nghĩa nhân văn thế tục (A Secular Humanist Declaration).

Chủ nghĩa Nhân văn dựa trên những niềm tin căn bản dưới đây:
1. Hạnh phúc và phúc lợi của mỗi người riêng biệt và của xã hội cộng lại là những tiêu chuẩn tối ưu, những hành động phải dựa vào đó mà xét đoán.
2. Nhân phẩm của con người, và những đặc tính cá nhân của họ phải được tôn trọng.
3. Mỗi người đều có khả năng, để học hỏi và phát triển.
4. Tính sáng tạo của mỗi người phải có được cơ hội để bộc phát.
5. Xã hội Nhân bản càng phát triển lên cao càng phải đảm bảo được nhân phẩm và tự do của mỗi người.

#### Chủ nghĩa nhân văn tôn giáo
Trong khi kiểu chủ nghĩa nhân văn này, trên một vài khía cạnh nào đó, thực hiện hoặc bổ sung vai trò của tôn giáo trong cuộc sống con người, và vì vậy được xem như giữ một vị trí tôn giáo, chính nó lại không là một tôn giáo. Nó hoàn toàn tương hợp với Chủ nghĩa tự nhiên trong riêng khía cạnh này, nhưng không phụ thuộc vào một loại nào trong những loại chủ nghĩa này; và nó cũng thực sự tương hợp với một vài tôn giáo. Tuy nhiên, chủ nghĩa nhân văn phủ nhận sự quan trọng của cái siêu tự nhiên trong những vấn đề của con người, cho dù nó tồn tại hay không tồn tại. Về mặt này, chủ nghĩa nhân văn không tất nhiên bài trừ một vài dạng của thuyết hữu thần (theism) hoặc thần giáo tự nhiên (deism).